# 復興号
復興号（ふっこうごう）は、台湾でかつて運行されていた台湾鉄路管理局の列車の一つ。
「復興号」の「復興」という名称は中華民国総統蔣介石が中国での文化大革命に反対して1966年に中華文化復興運動を提案したことに由来して命名された。復興号の前身は莒興号に組み込まれていた「冷気対号」であり、運行管理の利便化を目的として1981年に莒興号を莒光号と「冷気対号」とに分離した際、「冷気対号」が復興号という独自の列車となった。
また車輌等級以外に鉄道運賃計算では4種類の運賃体系の中で三番目の運賃等級の名称として使用されている。2019年時点で運賃は1kmあたり1.46NTDである。このほか、通勤電車（通勤電聯車）、支線用冷房気動車（支線冷氣柴油車）も当該等級での運賃計算を行い、切符上には「復興/電車」と印字表示されている。2006年11月1日、台鉄は電車の等級を廃止し、非対号の復興号及び電車を区間車として統合し、運賃は復興号の運賃体系に基づき計算されている。

## 概要
1980年代、台鉄は唐栄鉄工廠に対し空調客車120両（40SP20000型）を発注した。1980年2月、最初の15両が引渡され、莒光号にて従来の客車との混合編組での運行が開始された。この車輌を一般に莒光特快附掛対号と称されている。
同年7月16日、台鉄はこれら新型車輌と比較的内装が高級であった莒光号車両との混合編成を、台北-花蓮間及び台北-高雄間に投入し、莒興号（39・44次、6・15次）として運行したほか、8月4日からは基隆-高雄間の莒興号（63・56次）、9月15日からは高雄-基隆・台北間の莒興号（66・55次）としても追加投入された。この段階で台鉄の上級列車は自強号、莒光号と莒興号の3本立てとなった。莒興号はその他等級の列車同様電力機関車或いはディーゼル機関車により牽引されていた。
当初投入された15両の新型車輌は内装が日本製の莒光号と類似していた。新型冷気対号快車が工場出荷される際には当初特別な名称は無く、単に莒光特快附掛対号と称されていた。そのため新型車輌の車体塗装は、僅かに区別用の白線が付された他は莒光号の車両と同一のものが採用され、莒興号で運用される時は冷気対号と称されていた。
1980年から走り始めた莒興号は、同一列車でありながら座席により莒光号と冷気対号とに分類され運賃体系も異なっていた。しかし同一時刻に運行される同一列車に異なる等級を設定することは運行上の不便となり、1981年2月28日に120輌の車輌が完成後、混合編成による莒興号の運行は廃止され、1981年7月1日より冷気対号が正式に復興号として独立した。
1985年になると、復興号の車輌不足から旧型車輌更新の名目で唐栄鉄工廠により35SPK2200、35SPK2150、35SPK20200型復興号車輌が製造された。この新型車量の最大の特徴はデッキ部に自動ドアを設置し、空調設備を屋根に配置したことにある。

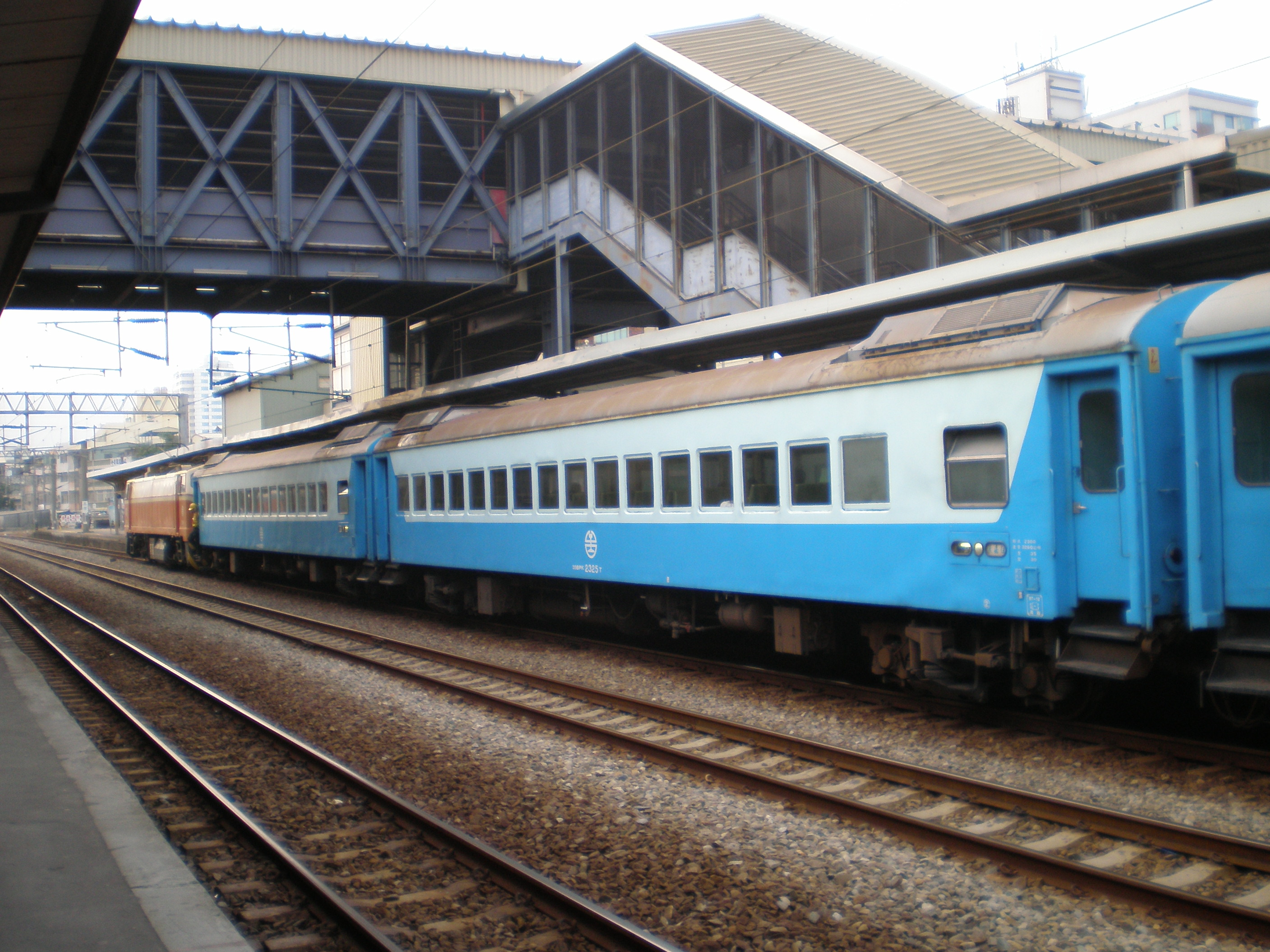
冷気平快客車SPK2325。旧型客車に冷房装置を搭載し、復興号と同様の水色系の塗装を施したもの

1990年代、台鉄は空調車輌の不足を解消するために、それまで空調の存在しなかった平快車（旧型客車）に空調設備を増設し、復興号としての運行を開始した。しかし運行速度や座席が旧来のままであり、また車内放送が行なわれないと元来との復興号との不公平感があり、結局運賃が平快車に戻される意見があった（詳細は冷気平快車を参照）
2010年12月22日改正で西部幹線および南廻線から撤退し、その後は一旦宜蘭と花蓮を結ぶ区間快車（170/171次）に転用されていたが、同年の蘇花公路のバス事故を受けた当該区間における中国人観光客の安全輸送を目的として2011年に復活し、その後も樹林から台北地区を経て松山から花蓮をノンストップで結ぶ「超級復興号」（684/685次）が運行されるようになった。
また、多客期における臨時列車としても存続し、2015年以降はEMU700/800型による多客期の臨時列車が復興号として使用された。
2022年3月29日改正当日を以って東部幹線からも撤退し、種別としての定期列車は全廃されたが、南廻線では復興号客車による区間車の運行が継続された。同年12月28日のダイヤ改正に伴い、その前日で区間車運用も終了した。

## 運行状況

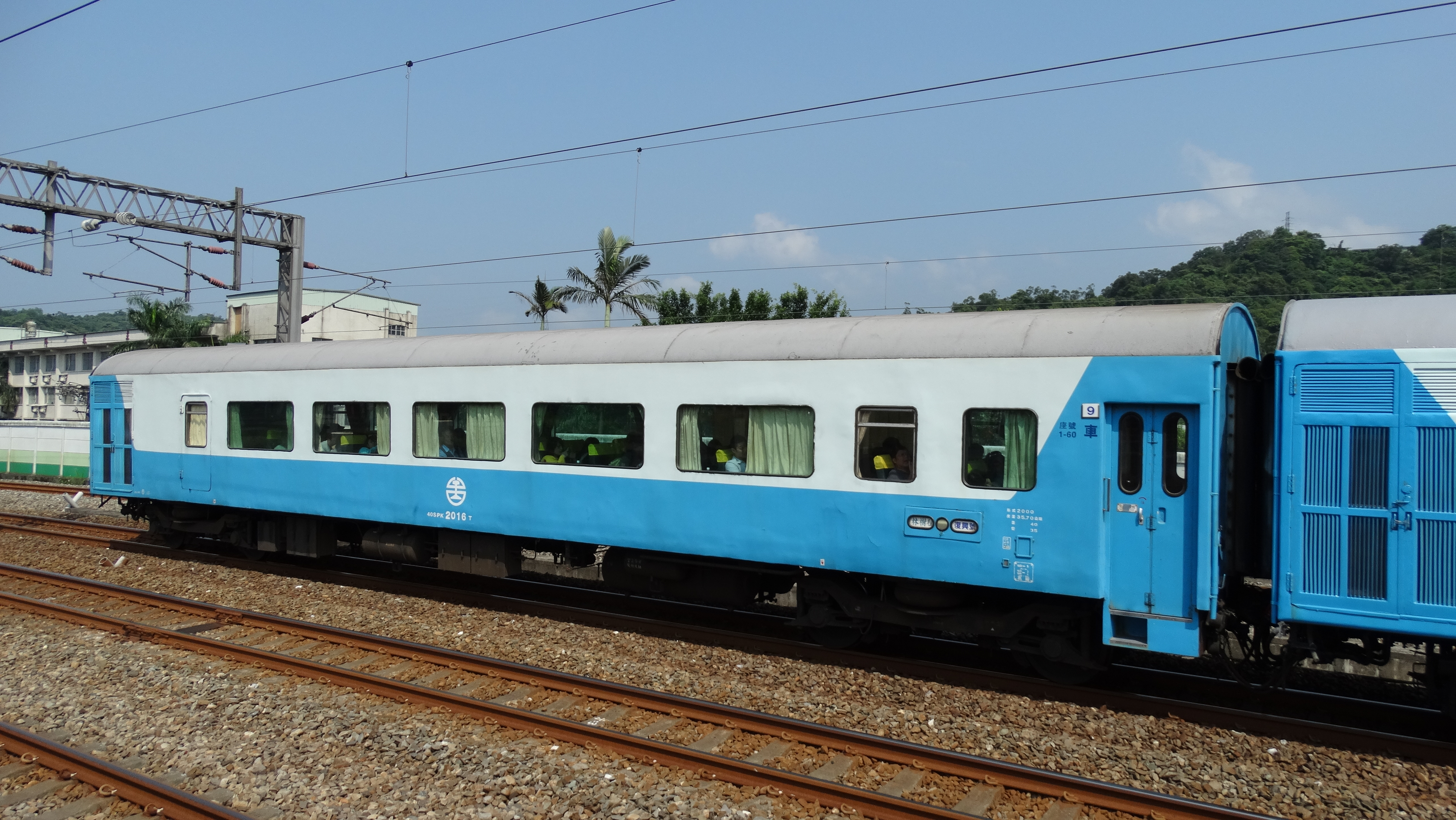
復興号40SPK2000

- 1981年製造された40SP20000型が90輌、40SPK20000型及び40SPK21000型が各15輌となる。
- 40SPK2000型25輌と40SPK2100型5輌が改造され莒光号となる。
- 35SPK2200型と35SPK2150型の上部に空調装置が増設され莒光号となる。
- 旧通勤電聯車と台鉄支線で使用されていたDR1000(DRC)、現在の区間車にも復興号運賃体系を適用。
- 復興号は停車駅が多く、台北-高雄の所要時間は7時間強。
- 2010年12月ダイヤ改正で西部幹線から撤退。
- 2011年2月から東部幹線で再び運行開始。
- 春節などの多客期に、東部幹線（樹林～花蓮間）で運行されるEMU700による区間快車は、座席定員制とするために、復興号名義で発券される（ただし、通常の復興号料金でなく、安価な特別料金が適用される）

## 特色
莒光号と同一の52座席車輌に60席を配置しているため座席間隔が狭く、また窓の配置との齟齬が生じている。

## 日本における相当種別
日本国外の列車は日本の列車種別を明確に当てはめることは難しいが、当列車は日本国有鉄道（国鉄）の準急列車に相当する列車種別として扱われることがある。ただし運賃制度上は座席指定の有無以外は区間車・区間快車と同格であるため、全席指定の快速列車に相当する場合もある。

## 諸元
台湾鉄路管理局の復興号は支線で運行されるDR1000及び通勤電聯車 (区間車)を除き下記を保有する。なお、これらの客車は区間車・区間快車にも使用されている。
- 40SP20000型:90輌
- 40SPK20000型:15輌
- 40SPK21000型:15輌
- 40SPK2000型:5輌
- 40SPK2100型:15輌

## 40SP20000型車輌
- 名称：復興号
- 車種：2等車
- 註記：復興車号
- 型式：40SP20000（40は車両の重量[15]を指す、Sは二等車両、Pは型式、20000は通し番号である）
- 車籍：40SP20001-40SP20090
- 台数：90輌
- 重量：35.1t

車輌重量：35t、満載時重量：40t
- 座席：60
- サイズ：20m，2.9m，3.8m
- 最高速度：110km/h